# (5075) Goryachev
(5075) Goryachev (1969 TN4) – planetoida z pasa głównego okrążająca Słońce w ciągu 3,75 lat w średniej odległości 2,41 j.a. Odkryta 13 października 1969 roku.